# Yukos-Schiedsverfahren

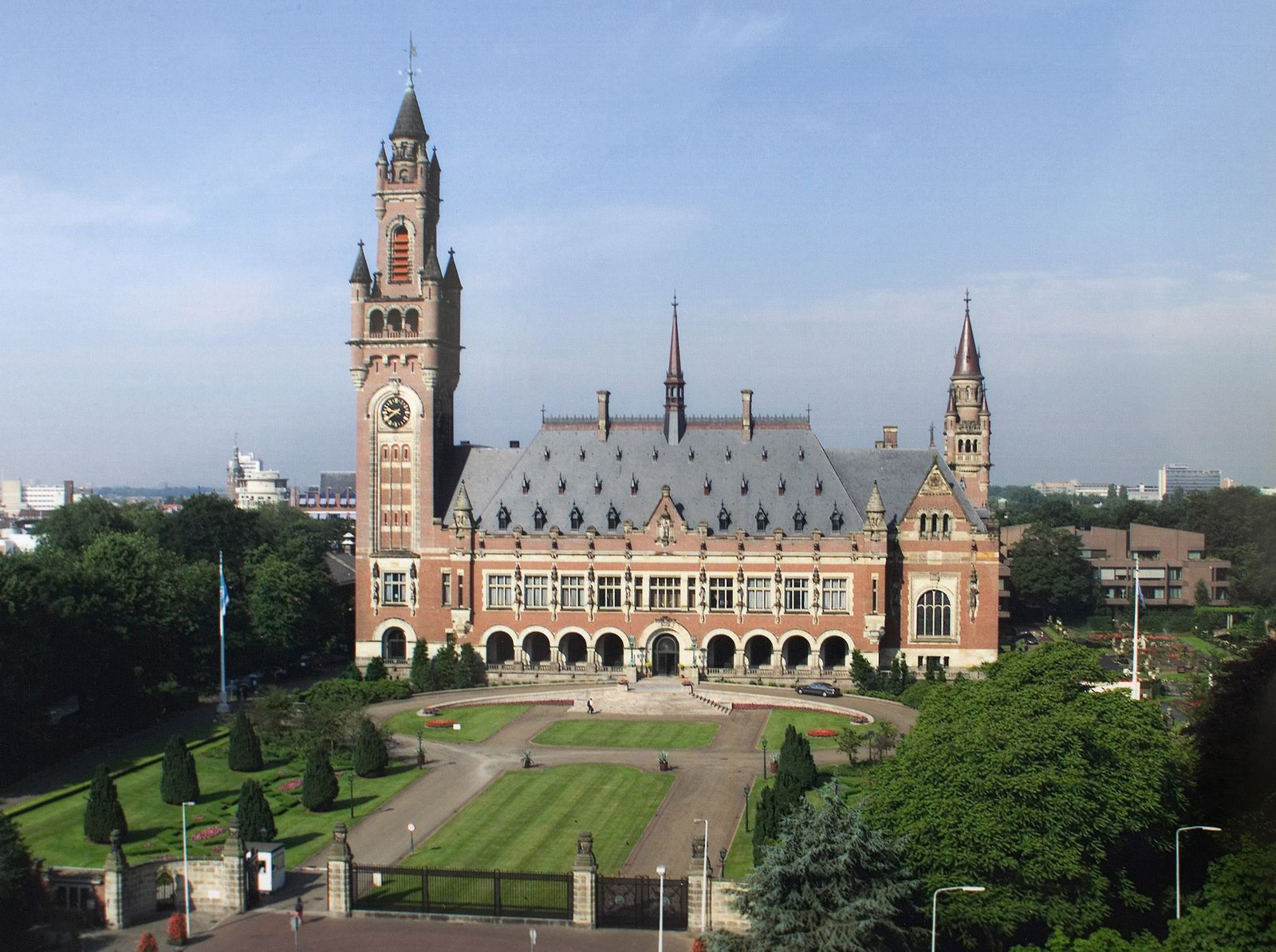
Sitz des ständigen Schiedshofs: Der Friedenspalast („Vredespaleis“), Den Haag

Die Yukos-Schiedsverfahren, auch Yukos-Mehrheitsanteilseigner gegen Russische Föderation, bezeichnen drei parallele Schiedsverfahren von drei früheren Anteilseignern des ehemaligen russischen Öl- und Gaskonzerns Yukos gegen die Russische Föderation. Das Verfahren wurde vom Ständigen Schiedshof in Den Haag administriert. Mit Schiedssprüchen vom 18. Juli 2014 wurden den Klägern insgesamt über 50 Milliarden US-Dollar (37,2 Milliarden Euro) zuzüglich 75 % ihrer Rechtsverfolgungskosten zugesprochen. Es handelt sich um die mit Abstand höchsten Schiedssprüche, die in der Investitionsschiedsgerichtsbarkeit jemals ergangen sind.

## Hintergrund

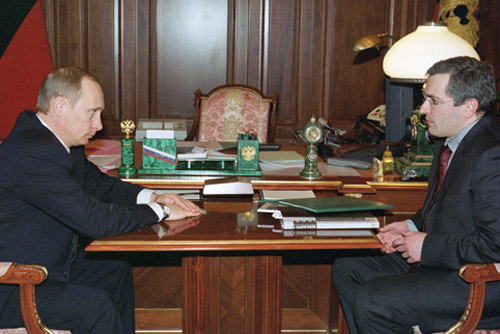
Michail Chodorkowski während eines Empfangs bei Wladimir Putin, März 2002

Yukos war ein Öl- und Gaskonzern mit Sitz in Moskau, den der Oligarch Michail Chodorkowski nach seiner Privatisierung im Jahr 1995 vom russischen Staat erworben hatte. Zwischen 1996 und 2003 wurde Yukos zum größten russischen Öl- und Gasproduzenten und zu einem der zehn größten Unternehmen weltweit in diesem Sektor gemessen an der Marktkapitalisierung. Wichtigster Vermögenswert war das Tochterunternehmen Yuganskneftegaz (YNG). Chodorkowski wurde politisch aktiv, bevor er im Oktober 2003 – als damals reichster Russe – festgenommen wurde. Chodorkowski (CEO von Yukos) und andere Direktoren von Yukos wurden wegen verschiedener Verbrechen, darunter Vermögensdelikte, Urkundenfälschung und Steuerhinterziehung angeklagt und verurteilt. Yukos selbst wurde vom russischen Staat wegen unbezahlter Steuern im August 2006 für insolvent erklärt und dann zerschlagen. Die russische Regierung hatte ab 2002 eine Reihe von Steuerforderungen gegen Yukos wegen Steuervermeidungsstrategien über Briefkastenfirmen gestellt und die Vermögenswerte des Unternehmens eingefroren. Zwischen 2004 und 2007 wurde der größte Teil der Wirtschaftsgüter des Unternehmens beschlagnahmt und vorrangig vom staatlichen Ölkonzern Rosneft erworben.
Der Sachverhalt hat neben den Schiedsverfahren in Den Haag zu einer Reihe von Rechtsstreitigkeiten geführt, unter anderem vor dem Europäischen Gerichtshof für Menschenrechte und in Schiedsverfahren unter Administration der Stockholmer Handelskammer (SCC) und der Internationalen Handelskammer (ICC).

## Beteiligte

### Kläger
Bei den Yukos-Aktionären handelt es sich um die folgenden Gesellschaften, in Klammern jeweils mit ihrem Sitz und ihrer Beteiligung an Yukos:
- Hulley Enterprises Limited (Zypern, 56,3 %)
- Veteran Petroleum Limited (Zypern, 11,6 %)
- Yukos Universal Limited (Isle of Man, 2,6 %)

Hulley Enterprises und Yukos Universal sind beide Tochtergesellschaften der GML Limited (vormals Group Menatep Ltd.), einer 1997 von Chodorkowski in Gibraltar gegründeten Holding, die früher eine Mehrheit an Yukos hielt. Aktuelle Hauptgesellschafter der GML sind Leonid Newslin, der Michail Chodorkowskis Anteil übernommen hat, nachdem er im Jahr 2003 nach Israel geflohen war. Die restlichen Anteile verteilen sich auf Michail Brudno und Wladimir Dubow, die wegen ihrer jüdischen Abstammung ebenfalls nach Israel geflohen sind, Wassili Schachnowski, der in der Schweiz wohnt, und Platon Lebedew. Veteran Petroleum ist ein Pensionsfonds für frühere Yukos-Angestellte. Zusammen hielten die drei Unternehmen ursprünglich insgesamt 70,5 % der Anteile an Yukos.
Vertreten wurden die Kläger durch die Kanzlei Shearman & Sterling.

### Beklagte
Russland ließ sich vertreten von der New Yorker Kanzlei Cleary Gottlieb Steen & Hamilton und später zusätzlich von der ebenfalls amerikanischen Kanzlei Baker Botts.

### Besetzung des Schiedsgerichts
Die Schiedsrichter waren der Schweizer Charles Poncet (von den Klägern benannt), der US-Amerikaner und ehemalige Präsident des Internationalen Gerichtshofs Stephen M. Schwebel (von Russland benannt) und als Vorsitzender der Kanadier L. Yves Fortier (vom Generalsekretär des Ständigen Schiedshofs benannt). Die Kläger hatten zunächst den Amerikaner Daniel M. Price benannt, bevor dieser sich aus nicht bekannt gewordenen Gründen zurückzog. Die als Ersatz nominierte Genfer Professorin Gabrielle Kaufmann-Kohler wurde vom Ständigen Schiedsgerichtshof auf Antrag Russlands wegen Besorgnis der Befangenheit abgelehnt. Daraufhin benannten die Kläger Poncet.
Als Sekretär des Schiedsgerichts war Martin J. Valasek, inzwischen Partner der Kanzlei Norton Rose Fulbright in Montréal, tätig.

## Verfahren

### Rechtsgrundlage
Die Entscheidung basiert auf dem Vertrag über die Energiecharta (Energy Charter Treaty, im Folgenden ECT) von 1998. Das Schiedsverfahren fand nach den UNCITRAL-Regeln von 1976 statt. Sitz des Schiedsverfahrens war Den Haag.

### Ablauf
Obwohl es sich formal um drei getrennte Verfahren handelte, die nicht konsolidiert wurden, benannten die Parteien jeweils dieselben Schiedsrichter. Anhörungen wurden für alle drei Verfahren gleichzeitig abgehalten und die Schiedssprüche sind weitgehend identisch.

#### Schiedsklage
Die Klageschriften wurden 2005 eingereicht. Die Kläger forderten insgesamt über 114 Milliarden US-Dollar. Russland habe unberechtigt Steuerforderungen gestellt, Geldstrafen gefordert und Vermögenswerte beschlagnahmt, Yukos mit dem Entzug von Lizenzen bedroht, eine Fusion mit dem russischen Ölkonzern Sibneft annulliert und den Verkauf von YNG erzwungen. Zusammen mit der Drangsalierung der Yukos-Führungskräfte stellten diese Maßnahmen eine Verletzung des Anspruchs auf fair and equitable treatment nach Art. 10 (1) ECT und eine indirekte Enteignung nach Art. 13 (1) ECT dar.

#### Zwischenschiedsspruch zur Zuständigkeit
Im November 2009 erließ das Schiedsgericht einen Zwischenschiedsspruch, in dem es zwei Einwände Russlands gegen seine Zuständigkeit verwarf. Russland hat den Vertrag über die Energiecharte nie ratifiziert. Es hatte daher argumentiert, dass der Vertrag nicht anwendbar ist und damit keine Grundlage für das Schiedsverfahren besteht. Russland hat den Vertrag aber im Dezember 1994 unterzeichnet, womit er nach Art. 45 ECT vorläufig anwendbar ist, "in dem Umfang, in dem eine solche vorläufige Anwendung nicht der Verfassung, den Gesetzen oder Vorschriften des jeweiligen Staates widerspricht". Das Schiedsgericht hat dies nach Einholung von Rechtsgutachten für ausreichend befunden, um seine Zuständigkeit zu bejahen. Es lehnte auch den weiteren Einwand Russlands ab, der Vertrag sei nicht anwendbar, weil hinter den klagenden Gesellschaften russische Staatsbürger stünden, deren Beteiligung an Yukos daher kein vom Vertrag über die Energiecharta geschütztes internationales Investment sei. Es entschied, es stünde jedem Unternehmen offen sich gegenüber einem Mitgliedsstaat auf den Vertrag zu berufen, das nach dem Recht eines anderen Mitgliedsstaates gegründet wurde, was für die Kläger der Fall sei.
Zwei weitere Zuständigkeitsfragen, die Russland aufgeworfen hatte, ließ das Tribunal hingegen offen: Ob die Kläger sich wegen ihres eigenen Fehlverhaltens nicht auf den Vertrag über die Energiecharta berufen dürfen ("unclean hands") und ob der Vertrag den Weg vor ein Schiedsgericht wegen "steuerlichen Maßnahmen" eröffnet, die keine enteignenden Steuern darstellen.

### Schiedsspruch
In den drei finalen Schiedssprüchen, die jeweils ca. 600 Seiten lang waren, entschied das Schiedsgericht, dass die Maßnahmen der russischen Exekutive gegen Yukos einer indirekten Enteignung ohne Entschädigung gleichkamen. Für diesen Verstoß gegen Art. 13 ECT sei Russland haftbar. Yukos träfe jedoch ein Mitverschulden wegen des Missbrauchs von Steueroasen und des Steuerabkommens zwischen Zypern und Russland. Das Tribunal reduzierte den Schadensersatzanspruch der Kläger daher um 25 %.
Der zu ersetzende Schaden setzt sich zusammen aus dem Wert der Anteile der Kläger und die ihnen durch die Enteignung nach Ansicht des Schiedsgerichts entgangenen Dividenden. Die Gesamtsumme inklusive Zinsen für die Zeit seit der Enteignung, setzte das Schiedsgericht mit über 66 Milliarden US-Dollar fest, was reduziert um die 25 % Mitverschuldensanteil knapp über 50 Milliarden US-Dollar ergibt. Hinzu kommen weitere Zinsen und Zinseszinsen ab dem Ablauf von 180 Tagen nach dem Erlass des Schiedsspruchs.
Die nach dem Erlass des Zwischenschiedsspruchs noch offenen Zuständigkeitsrügen Russlands verwarf das Schiedsgericht. Zwar seien illegal gemachte Investments vom ECT nicht geschützt. Illegale Handlungen beim Betreiben des Investments schlössen jedoch den Anspruch auf Rechtsschutz nicht aus. Die Steuerforderungen gegen Yukos seien zudem von der Ausnahme von Steuerangelegenheiten in Art. 21 ECT nicht umfasst. Die Regelung gelte nur für "echte" Steuern, die zur Deckung des allgemeinen Finanzbedarfs des Staates erhoben werden, nicht hingegen für Steuern, die der Zerstörung eines Unternehmens oder dem Ausschalten eines politischen Gegners dienen.

### Umfang und Kosten des Verfahrens
Insgesamt dauerte das Verfahren 10 Jahre, es fanden 37 Tage Anhörungen statt, deren Mitschriften 3.300 Seiten füllen und es wurden 6.500 Seiten Schriftsätze und 11.000 Anlagen eingereicht.
Für das Verfahren selbst fielen insgesamt 8,24 Millionen Euro an Kosten an. Davon entfielen auf die Vergütung der Schiedsrichter 5,26 Millionen Euro (entspricht 750–850 Euro/Stunde) und auf den Sekretär des Schiedsgerichts 970.000 Euro (entspricht 250–325 Euro/Stunde). Die restlichen Kosten betreffen die Gebühren des Ständigen Schiedshofs, Court Reporter, Übersetzer, Anhörungsräume und andere Ausgaben. Die Kosten wurden vollständig Russland auferlegt.
Für Anwalts- und Sachverständigenkosten forderten die Kläger über 80 Millionen US-Dollar, Russland gab Rechtsverfolgungskosten in Höhe von 27 Millionen US-Dollar an. Russland muss nach dem Schiedsspruch ca. 60 Millionen US-Dollar für die Kosten der Kläger bezahlen.

## Aufhebungsverfahren
Im November 2014 hat Russland beim Bezirksgericht Den Haag Antrag auf Aufhebung der Schiedssprüche gestellt. Einer der Anträge wurde vom russischen Finanzministerium im Januar 2015 veröffentlicht.
Der Aufhebungsantrag stützt sich auf die folgenden Punkte:
1. Das Tribunal sei nicht zuständig weil es keine gültige Schiedsvereinbarung gab
2. Das Tribunal habe seinen Auftrag nicht erfüllt
3. Das Tribunal sei nicht korrekt zusammengesetzt gewesen
4. Das Tribunal habe den Schiedsspruch nicht ausreichend begründet
5. Der Schiedsspruch verletze den ordre public

Unter anderem macht Russland geltend, der Sekretär des Schiedsgerichts, ein während des Verfahrens zum Partner der Anwaltskanzlei Norton Rose Fulbright aufgestiegener Anwalt, habe so großen Einfluss auf das Verfahren gehabt, dass er als "vierter Schiedsrichter" agiert habe, ohne dazu benannt gewesen zu sein. Das zeige sich insbesondere daran, dass der Sekretär selbst im Laufe des Verfahrens in anderen Fällen als Schiedsrichter tätig wurde, er einen deutlich höheren Stundenaufwand betrieben habe als die eigentlichen Schiedsrichter (2.600 Stunden zu 1.500–1.850 Stunden bei den eigentlichen Schiedsrichtern) und daran, dass der ständige Schiedsgerichtshof für administrative Aufgaben ohnehin zwei Sekretäre bestellt hatte. Die genauen Tätigkeiten des Sekretärs während des Verfahrens könnten nicht ermittelt werden, da der ständige Schiedsgerichtshof sich mit Verweis auf die Vertraulichkeit der Schiedsgerichtsberatungen weigerte, die Details seiner Tätigkeit offenzulegen.
Die Urteile des Schiedsgerichts wurden am 20. April 2016 von einem staatlichen Gericht in Den Haag aufgehoben. Das Bezirksgericht in Den Haag befand das Schiedsgericht für unzuständig, da sich die vorläufige Anwendbarkeit des ECT in Russland nicht auf den Streitbeilegungsmechanismus des Abkommens beziehe. Die Kläger legten gegen dieses Urteil Berufung ein. Die Vollstreckung sollte währenddessen nach Aussage eines der Klägeranwälte weitergehen.
Das Berufungsgericht Den Haag entschied am 18. Februar 2020 zugunsten der Kläger. Damit sind die Schiedssprüche aus dem Jahr 2014 wieder in Kraft.

## Vollstreckung
Sowohl die Kläger selbst als auch externe Beobachter vermuten, dass die Vollstreckung des Schiedsspruchs komplex und langwierig sein wird, da eine Anerkennung in Russland ausgeschlossen erscheint und Vermögenswerte im Ausland in den meisten Fällen der Staatenimmunität unterliegen.
Die Kläger wollen sich bei der Vollstreckung zunächst auf Belgien und Frankreich sowie Großbritannien, die USA und Deutschland konzentrieren. Sie planen unter anderem in von Russland weltweit ausgestellte Museumssammlungen, Flugzeuge bei Flugschauen und kommerziell genutzte Vermögenswerte der russischen Zentralbank zu vollstrecken. Auch das Vermögen von staatlich kontrollierten Unternehmen wie Gazprom oder Rosneft sei denkbares Vollstreckungsziel.
Im Dezember 2014 wurden die Schiedssprüche in Frankreich für vollstreckbar erklärt.
Im Juni 2015 wurden Konten russischer diplomatischer Vertretungen in Belgien gesperrt, aber nach russischem Protest wieder freigegeben. Im Oktober 2015 stimmte das russische Oberhaus einem Gesetzentwurf zu, der es ermöglichen würde, das Vermögen anderer Staaten in Russland im Gegenzug zur Pfändung russischen Eigentums im Ausland zu beschlagnahmen. Ebenfalls im Oktober 2015 wurden die Anteile der staatlichen russischen Medienholding WGTRK am französischen Fernsehsender Euronews eingefroren. In Deutschland ist beim Kammergericht in Berlin ein Antrag auf Vollstreckbarerklärung des Schiedsspruchs anhängig.
Der Versuch der russischen Föderation, die Vollstreckung der Schiedssprüche in Frankreich auszusetzen, bis über die Aufhebung in den Niederlanden entschieden ist, wurde im Dezember 2015 abgewiesen.
Bis zur Bezahlung des Schiedsspruchs fallen 2,6 Millionen US-Dollar Zinsen pro Tag an.